# Liberty (Indiana)
Liberty é uma cidade  localizada no estado americano de Indiana, no Condado de Union.

## Demografia
Segundo o censo americano de 2000, a sua população era de 2061 habitantes.
Em 2006, foi estimada uma população de 1955, um decréscimo de 106 (-5.1%).

## Geografia
De acordo com o United States Census Bureau tem uma área de 2,3 km², dos quais 2,3 km² cobertos por terra e 0,0 km² cobertos por água. Liberty localiza-se a aproximadamente 300 m acima do nível do mar.

## Localidades na vizinhança
O diagrama seguinte representa as localidades num raio de 24 km ao redor de Liberty.